# Apellès
Ne doit pas être confondu avec Apelle (homonymie) ou Apelles.
Apellès, dont le nom est probablement macédonien, était un Philoi du roi Philippe V. Il fut nommé par Antigone III Doson pour faire partie du conseil de tutelle de Philippe V. Plutarque l'a qualifié d'aulique (en grec ancien : αὐλικός ou aulikós).

## Biographie
Au printemps 184 av. J.-C., après la deuxième guerre macédonienne, Philippe V fut contraint par le Sénat romain de faire partir ses garnisons stationnées à Ainos et Maronée. Le roi de Macédoine se retire des deux cités mais ordonne le massacre des habitants de Maronée. Philippe V a consulté Apellès et Philoklès, un autre Ami de Philippe V, pour savoir la conduite à tenir face aux Romains qui l'accusaient d'avoir commis ce massacre. Celui-ci exerce une influence néfaste sur le roi ainsi que sur d'autres Philoi en s'alliant à Léontios et Mégaléas dans le but d'évincer Alexandros de la maison royale et Taurion des affaires péloponnésiennes afin de prendre leur place. Apellès est à l'origine de nombreux conflits au sein des proches membres de l'entourage du roi. À la suite de ses mauvais comportements Philippe V l'exclut du conseil et n'est plus autorisé à approcher l'entourage du roi. Cependant, il garde un accès libre aux réceptions et aux honneurs. 